# Elecciones presidenciales de Estados Unidos en California de 1976
La elección presidencial de los Estados Unidos de 1976 en California se refiere a cómo California participó en las  Elecciones presidenciales de Estados Unidos de 1976. California votó por un margen estrecho para el  Republicano titular, Gerald Ford, sobre el  Demócrata rival, Jimmy Carter.
Ford ganó el estado con una pluralidad de 49.35% de los votos al 47.57% de Carter, un margen de victoria de 1.78%.
Carter es el último demócrata en llevar los condados de  Amador,  El Dorado,  Lassen,  Madera,  Placer,  Shasta,  Sierra and  Yuba, y el último en ganar la mayoría de los votos en  Del Norte,  Plumas y  Tehama. Carter también es el último candidato de cualquiera de los partidos en llevar a Los Ángeles solo por una pluralidad, mientras que Ford es el último republicano en ganar la mayoría de los votos en  Marin (Ronald Reagan más tarde ganó ese condado por la pluralidad en  1980). Esta también sigue siendo la última elección en la que un candidato presidencial republicano ganó al menos el 40 por ciento de los votos en San Francisco, y la última vez que ese condado fue "no" el más demócrata en el estado.
- Datos: Q7892708
- Multimedia: United States presidential election in California, 1976 / Q7892708